# Max Malsiner
Max Malsiner (12 agosto 2002) è uno sciatore alpino italiano.

## Biografia
Slalomista puro originario di Santa Cristina Valgardena e attivo dal novembre del 2018, Max Malsiner ha esordito in Coppa Europa il 17 dicembre 2023 in Val di Fassa, senza completare la prova; non ha debuttato in Coppa del Mondo e non ha preso parte a rassegne olimpiche o iridate.

## Palmarès

### Nor-Am Cup
- Miglior piazzamento in classifica generale: 27º nel 2025
- 1 podio:
  - 1 vittoria

#### Nor-Am Cup - vittorie
| Data            | Località | Paese  | Specialità |
| --------------- | -------- | ------ | ---------- |
| 28 gennaio 2025 | Norquay  | Canada | SL         |

Legenda:

SL = slalom speciale